# 고령여자중학교
고령여자중학교는 경상북도 고령군 고령읍 지산리 323에 있었던 공립 중학교이다.

## 연혁
- 1964년 1월 11일 설립인가
- 1964년 3월 5일 제1회 입학식
- 1964년 3월 14일 고령여자중학교 개교(6학급)
- 1970년 4월 10일 고령여자종합고등학교와 분리
- 2010년 2월 11일 제44회 졸업식(총 6883명)
- 2010년 3월 1일 고령중학교에 통합[1], 46년만에 폐업